# Oblast' di Vladimir
L'oblast' di Vladimir (in russo Влади́мирская о́бласть?, Vladímirskaja óblastʾ) è un'oblast' della Russia sita su un territorio pianeggiante con rilievi appena accennati. A sud confina con le oblast'di Niznyj Novgorod e Rjazan', ad est con quella di Ivanovo, a nord con l'oblast' di Jaroslavl' e ad ovest con quella di Mosca.
Oltre allo sfruttamento forestale di grande importanza è l'agricoltura (cerealicoltura) e le derivate industrie (alimentari e conserviere).
La regione è attraversata dal fiume Kljaz'ma e dai suoi numerosi affluenti.
La capitale è Vladimir, mentre altre città di rilievo sono:
- Kovrov
- Murom
- Suzdal'
- Aleksandrov
- Gus'-Chrustal'nyj
- Vjazniki
- Gorochovec
- Kiržač
- Jur'ev-Pol'skij

## Geografia antropica

### Suddivisioni amministrative

#### Rajon
La oblast' di Vladimir comprende 16 rajon (fra parentesi il capoluogo; sono indicati con un asterisco i capoluoghi non direttamente dipendenti dal rajon ma posti sotto la giurisdizione della oblast'):
- Aleksandrovskij (Aleksandrov)
- Gorochoveckij (Gorochovec)
- Gus'-Chrustal'nyj (Gus'-Chrustal'nyj*)
- Jur'ev-Pol'skij (Jur'ev-Pol'skij)
- Kameškovskij (Kameškovo)
- Kiržačskij (Kiržač)
- Kol'čuginskij (Kol'čugino)
- Kovrovskij (Kovrov*)

- Melenkovskij (Melenki)
- Muromskij (Murom*)
- Petušinskij (Petuški)
- Selivanoskij (Krasnaja Gorbatka)
- Sobinskij (Sobinka)
- Sudogodskij (Sudogda)
- Suzdal'skij (Suzdal')
- Vjaznikovskij (Vjazniki)

#### Città
I centri abitati della oblast' che hanno lo status di città (gorod) sono 23 (in grassetto le città sotto la diretta giurisdizione della oblast', che costituiscono una divisione amministrativa di secondo livello):
- Aleksandrov
- Gorochovec
- Gus'-Chrustal'nyj
- Jur'ev-Pol'skij
- Kameškovo
- Karabanovo
- Kiržač
- Kol'čugino

- Kosterëvo
- Kovrov
- Kurlovo
- Lakinsk
- Melenki
- Murom
- Petuški
- Pokrov

- Radužnyj
- Sobinka
- Strunino
- Sudogda
- Suzdal'
- Vjazniki
- Vladimir

#### Insediamenti di tipo urbano
I centri urbani con status di insediamento di tipo urbano sono invece 9 (al 1º gennaio 2010):
- Balakirevo
- Gorodišči
- Gusevskij

- Krasnaja Gorbatka
- Melechovo
- Mstëra

- Nikologory
- Stavrovo
- Vol'ginskij